# 實力電子
實力電子有限公司，簡稱實力電子（英語：Applied Electronics Limited，港交所除牌時0102.HK），在1975年由洪建生家族創立，當時經營電子業務，後來轉為在香港和中國內地經營房地產業務。當時為實力建業集團有限公司旗下。
而在1986年3月24日，則透過已破產倒閉的，百寧順(企業)有限公司來換取介紹形式在香港交易所主板上市。但在1988年則開始組成實力國際集團有限公司（實力建業集團有限公司前身），直至1989年1月10日撤銷上市為止，而在2010年12月10日以15,000,000人民幣元（折合約17,500,000港元）出售給已辭退公司職務的，方進平先生已確認交易完成。

## 連結
- AppliedDev.com （页面存档备份，存于）